# Руденко, Екатерина Олеговна
Екатери́на Оле́говна Руде́нко (род. 16 октября 1994 года, Акмола, Казахстан) — казахстанская пловчиха, мастер спорта Республики Казахстан международного класса. Призёр Азиатских игр 2014 года, участница Олимпийских игр 2008, 2012 и 2016 годов.

## Биография
Руденко живёт и тренируется в Астане. Тренеры — Долгих Н. А., Шпилёва Н. А.
- Финалистка II юношеских Олимпийских игр 2010 года (Сингапур);
- Чемпионка I Юношеских Азиатских Игр (Сингапур);
- Чемпионка 6-го чемпионата Азии среди возрастных групп 2009 года (Токио, Япония);
- Чемпионка 7-го чемпионата Азии среди возрастных групп 2011 года (Джакарта, Индонезия);
- Неоднократная чемпионка и рекордсменка Казахстана.

Дебютировала на Олимпийских играх в 2008 году в Пекине в возрасте 13 лет и 9 месяцев. Спустя два года приняла участие в юношеских Олимпийских играх.
На Олимпиаде 2008 года в Пекине в плавании на спине на дистанции 100 метров она была 45-й (1.04,85). А на Олимпиаде 2012 года в Лондоне в той же дисциплине она была 38-й (1.03,64). На Играх 2016 года в Бразилии заняла 19-е место в плавании на спине на 100 метров.
На Азиатских играх 2014 года завоевала две серебряные медали на дистанциях 50 и 100 метров на спине, оба раза уступив китаянке Фу Юаньхуэй.

## Лучшие результаты
- плавание на 50 метров на спине - 27,26
- плавание на 100 метров на спине - 58,44
- плавание на 200 метров на спине - 02.08,56